# Fight Night Round 3
Fight Night Round 3 è un videogioco sportivo che simula combattimenti di pugilato, seguito dei videogiochi Fight Night 2004 e Fight Night Round 2. Il gioco è sviluppato e pubblicato da Electronic Arts nel 2006 per PlayStation 2, PlayStation 3, Xbox, Xbox 360 e PlayStation Portable. I server che permettevano il gioco online sono stati chiusi l'8 febbraio 2011.

## Modalità di gioco

### Pugili
Il roster di Fight Night Round 3 comprende:
| Pesi piuma                                                               | Pesi leggeri | Pesi welter | Pesi medi | Pesi massimileggeri                                          | Pesi massimi                                                                                                   |
| ------------------------------------------------------------------------ | --- | --- | --- | ------------------------------------------------------------ | --- |
| - Manny Pacquiao - Érik Morales - Marco Antonio Barrera - Diego Corrales | - Diego Corrales - Vicente Escobedo - Roberto Durán - Jesús Chávez - Arturo Gatti - Erik Morales - Juan Lazcano - Marco Antonio Barrera | - Roberto Duran - Ricky Hatton - Sugar Ray Robinson - Arturo Gatti - Sugar Ray Leonard - Micky Ward - Óscar de la Hoya | - Bernard Hopkins - Jermain Taylor - Sugar Ray Leonard - Jake Lamotta - Sugar Ray Robinson - Winky Wright - Oscar De La Hoya - Roberto Duran - Roy Jones Jr. - Marvin Hagler | - Evander Holyfield - Roy Jones Jr - Jeff Lacy - James Toney | - Muhammad Ali - Joe Frazier - Evander Holyfield - Roy Jones Jr - James Toney - Calvin Brock - Floyd Patterson |